# Transport kolejowy w Mołdawii

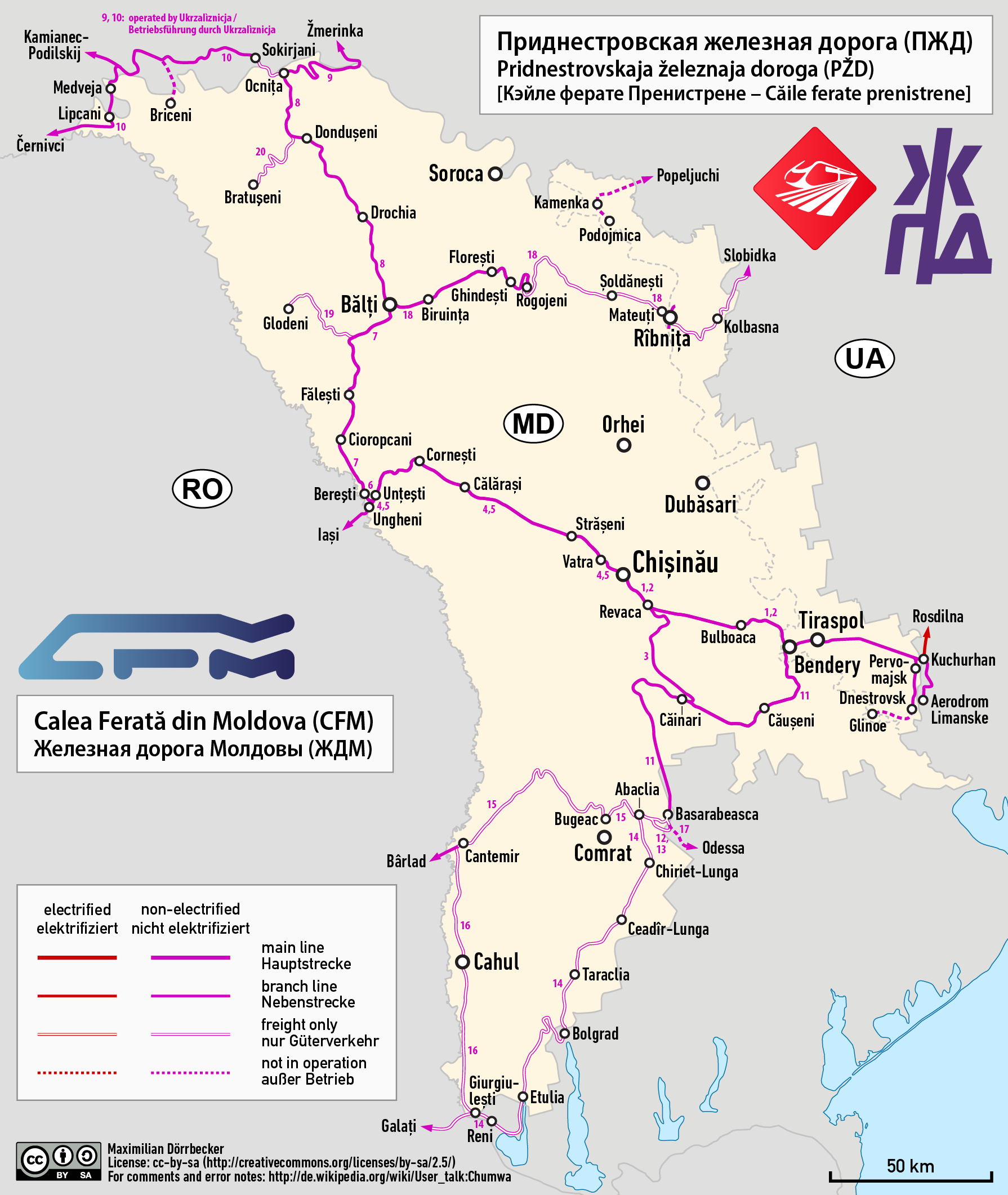
Mapa mołdawskiej sieci kolejowej

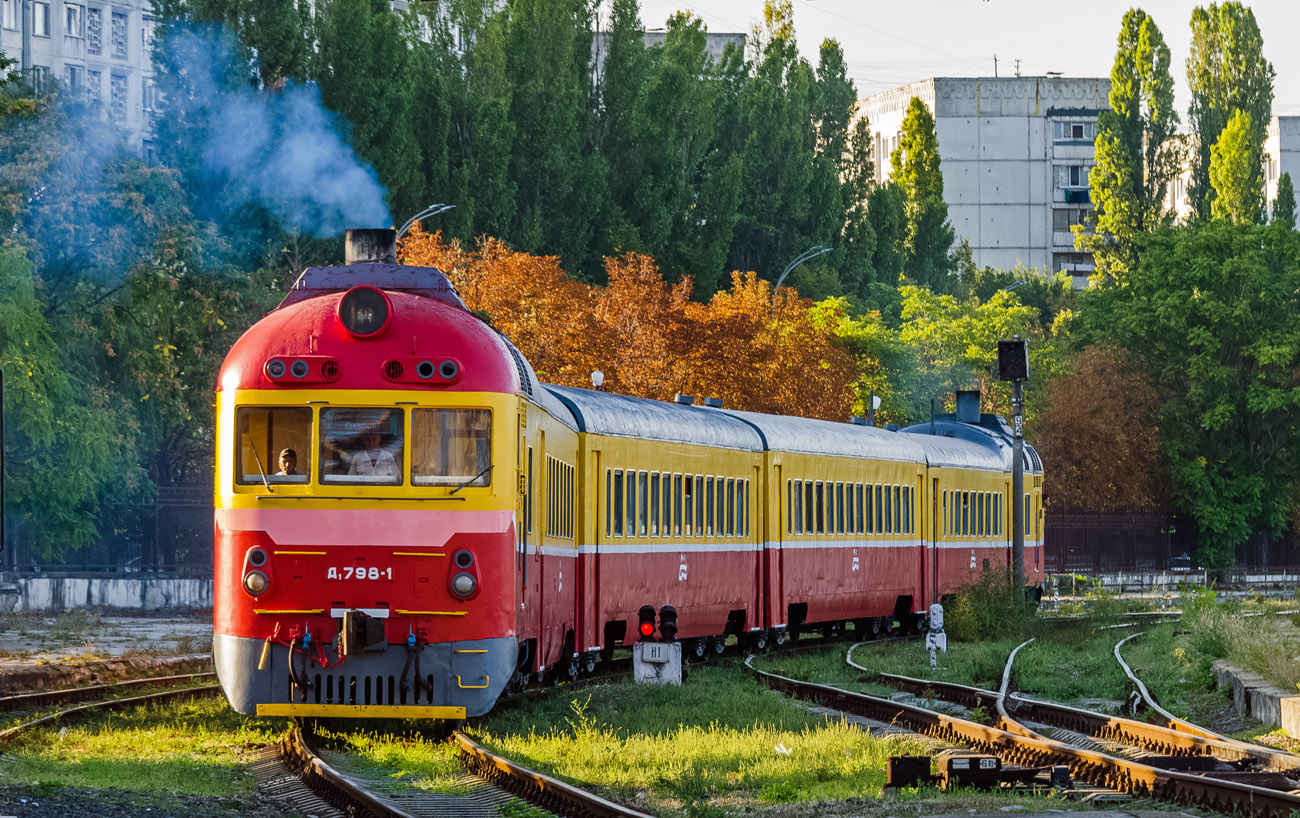
Spalinowy zespół trakcyjny D1 w Kiszyniowie

Transport kolejowy w Mołdawii – system transportu kolejowego działający na terenie Mołdawii.
W Mołdawii istnieje 1171 km linii kolejowych, z czego 1157 km to linie szerokotorowe (rozstaw 1520 mm), zaś pozostałe 14 km to linie normalnotorowe (rozstaw 1435 mm). Wszystkie linie są niezelektryfikowane. Narodowym i jedynym przewoźnikiem jest Calea Ferată din Moldova.
Sieć kolejowa w Mołdawii jest słabo rozwinięta.

## Historia
Pierwsza linia kolejowa na terenie obecnej Mołdawii powstała w 1867 roku i łączyła Kuchurgan z Tyraspolem.
Po rozpadzie Związku Radzieckiego utworzono Calea Ferată din Moldova.